# 日本の便所

日本の便所（にほんのべんじょ）では日本の便所について述べる。
日本の便所は大きく分けて3つに分類される。そのうち縄文時代（中期）からあるものはしゃがんで用を足すもので、和式（わしき）と呼ばれる。第二次世界大戦後には西ヨーロッパから座って用を足す便器（洋式（ようしき）と呼ばれている）が輸入され、一般的になった。なお小便用便器は江戸時代から見られるようになる。
また、これらの便器には、それぞれ水が流れるタイプと流れないタイプがあり、大便器に関しては水が流れるものは水洗式便所、流れないものは落下式便所（その音から俗にボットン便所と呼ぶ）と呼ばれる。簡易水洗式便所やトンネル式便所はこの中間型で、トンネル式便所は水洗式便所ではあるが落下式便所の範疇に、簡易水洗式便所は汲み取り式便所ではあるが水洗式便所に含めることもできる。

## 歴史

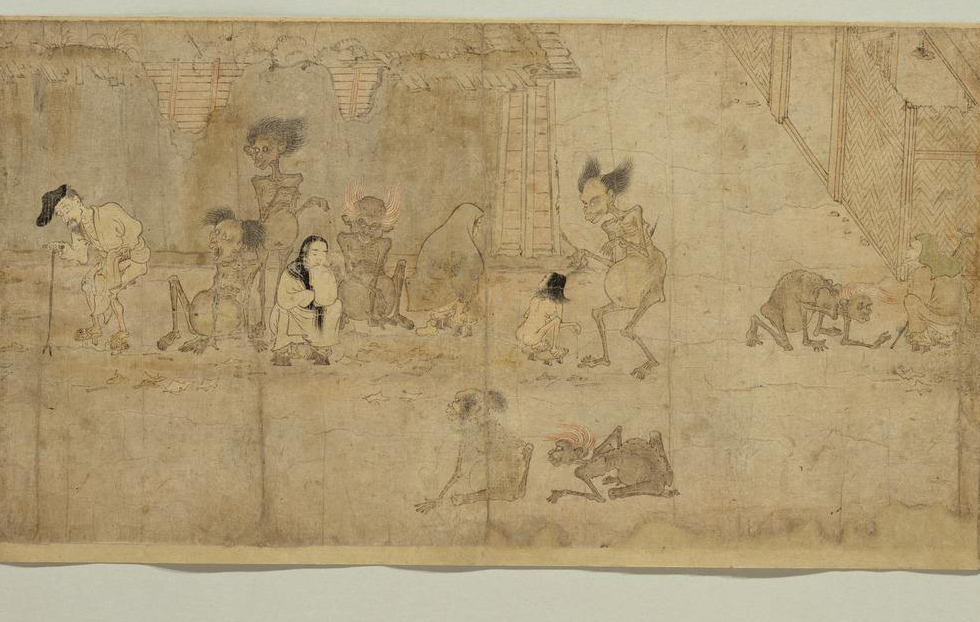
平安時代。路地で用を足す民衆。餓鬼草紙より。

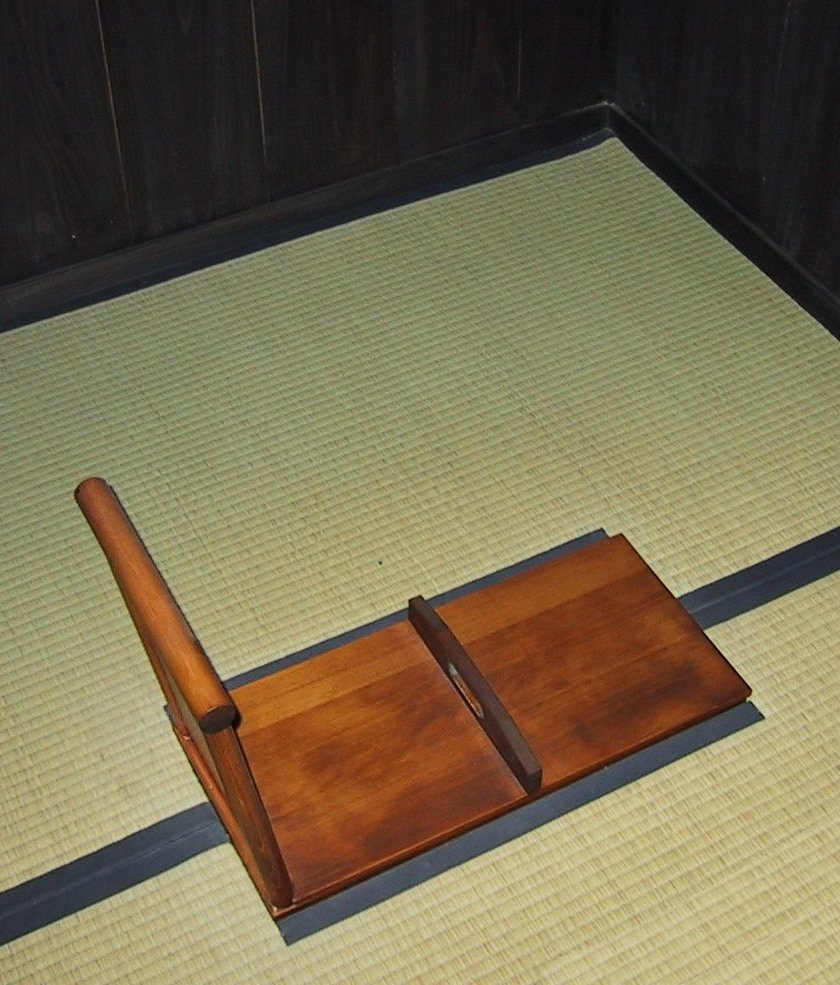
日本の古い便所

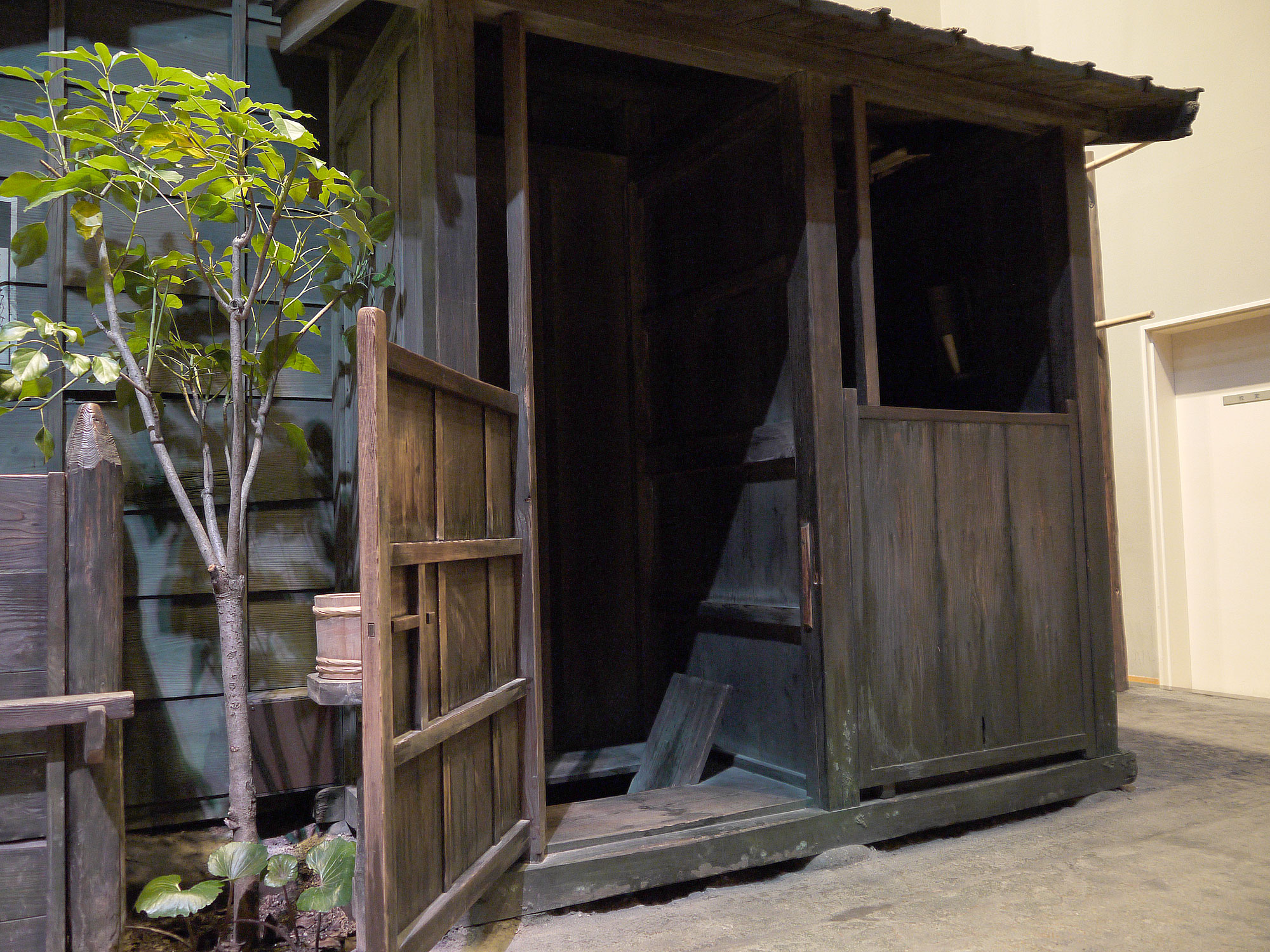
江戸後期の長家の共同便所（深川江戸資料館）

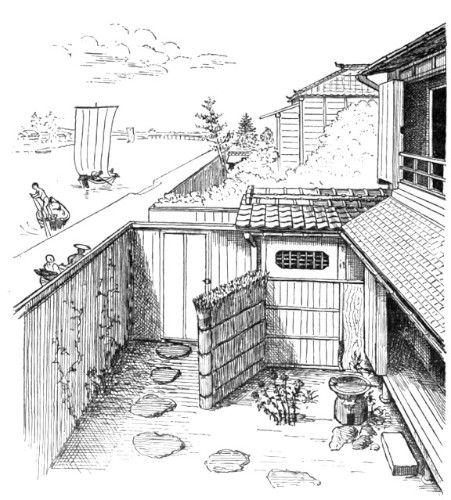
明治時代の一般的な民家の便所。廊下（縁側）の奥、庭にせり出した屋根付きの部分

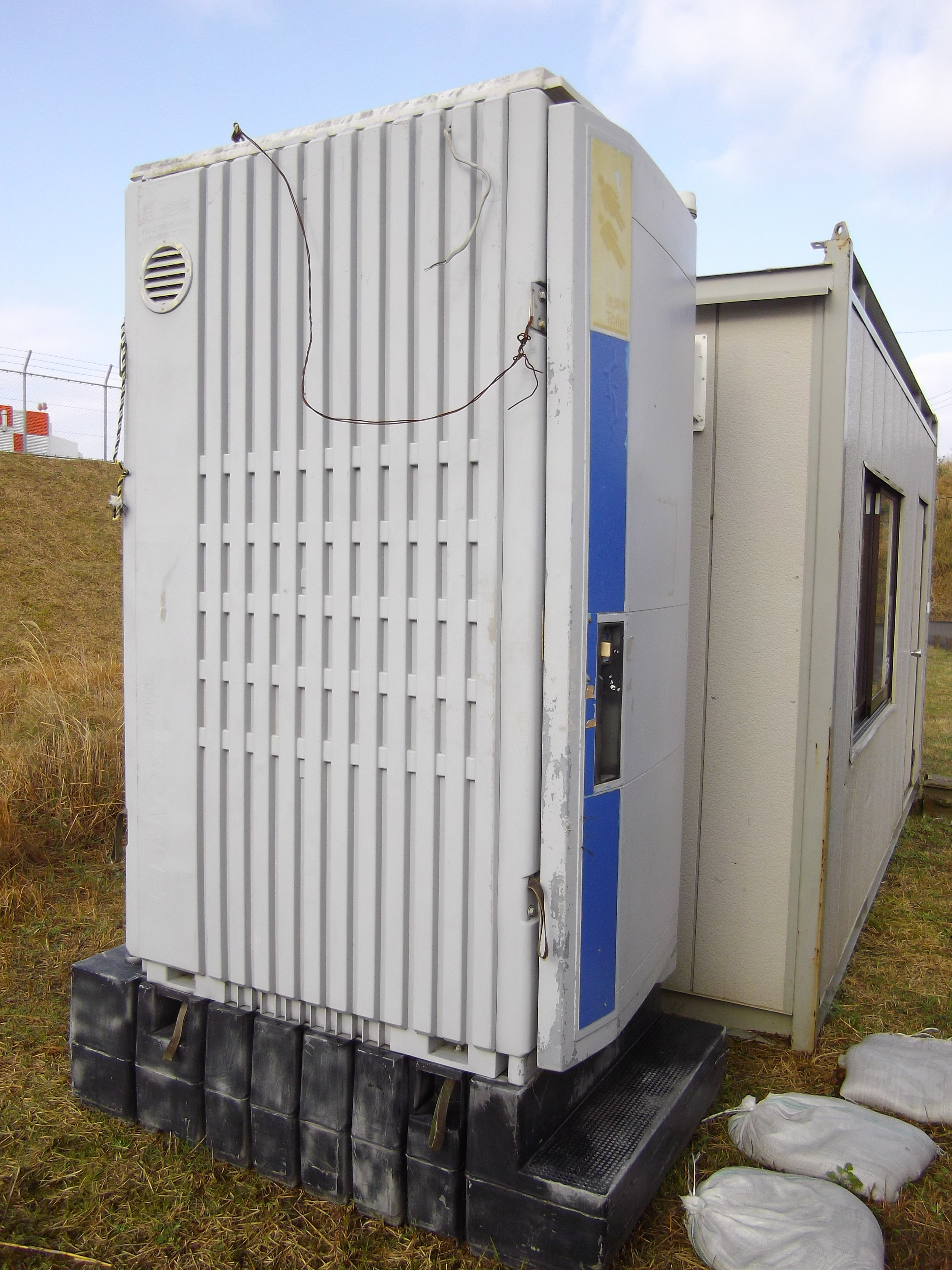
主にイベントや工事現場で使われている屋外トイレ

日本人が便所を使い始めた正確な時期は不明であるが、古くから便所と見られる構造が遺跡によって見ることができる。考古学で糞石調査がおこなわれ、各時代人の食性調査が判明してきている。
弥生時代の遺跡には下水道のような構造が見られることから、遅くともこの時代には排泄専門の施設として「便所」が成立したとされる。
『古事記』『日本書紀』の記述には、古墳時代の皇族が厠に入ったところを狙われる例がいくつかあり、武器を持たずに入り、出たところで捕えられたり、墨江仲皇子の例では、隼人である曽婆訶理に矛で暗殺された記述がある。
平安時代、貴族は樋箱というおまるを使用していた。また、餓鬼草紙などの絵巻物には野外で糞便する光景が描かれているように庶民は便所を使用しなかった。後に穴を掘って作る汲み取り式便所が登場し、設置が簡単であることから長い間主流となった。しかし排泄物を目視して健康状態を確認することが難しいことから、皇族や高い身分の武士が用いる便所は引き出し式になっており、あとで健康を管理する者が確認できるようになっていた。
鎌倉時代－戦国時代、京都の様な都市部や、京都に倣った朝倉氏一乗谷遺跡の様な都市部では厠が一般化し、各家庭に厠が付いていた事が知られている。この頃の厠は、武家では襲撃に備えて人間の正面に扉が、それ以外では背中側に扉が作られていた。城中の厠の天井は高く作られており、『加藤左馬殿百物語』には「城中の雪隠は指物で入っても構わぬほどに、上を高くするものなり」と記述されており、戦闘中に旗指物を身に着けていても邪魔にならない構造をしていた。
江戸時代においては、農村部で大小便（し尿）を農作物を栽培する際の肥料としても使うようになり、高価で取引されるようになった。そこで江戸、京都、大坂など人口集積地の共同住宅である長屋などでは、共同便所が作られ収集し商売するものがあらわれた。
1691年に江戸を訪れたドイツ人医師のケンペルは、当時の日本の便所について、厠の床が清潔であり畳敷きもあること、素足を嫌う人用に草履の用意があること、汚物を受ける床下の桶の中には悪臭を防ぐために籾殻が積まれていること、貴人用には手の触れる所にそのつど白紙が貼られること、厠のそばに手洗いの鉢があり常に清潔を保つ工夫がされていることなどを詳細に記録している。
金沢では家を建てる際やトイレの工事を行う際に、素焼きした夫婦一対の人形を「厠の神さん」として地中に埋める習わしが今も残っている。
戦後のある時期まで、農村部では、居住空間である母屋とは別に、便所は独立して設けられていた。母屋には便所はないので、一旦外へ出ないと便所に行けない。
この頃の便器は大型の瓶であり、その上に大きな木枠、木の板を乗せ用を足す事が多かった。
また、小さな川の上に便所を設置することもあり、厠（かわや）の語源になったとも言われている。『広辞苑』による記載では、この説（「川の上の屋」の意）と、「家の側の屋」の意ともいう、とする。
西沢一鳳の『皇都午睡』三には、「雪隠に板囲ひ多くもと下に壺をふせし所はなく大方船板にて拵へし箱也上り段低く戸は肘壺を打しはなく其上厠へ這入り居る者外よりよく見える計裙の方少し隠るゝ計也小便所稀にあれ共只はちきの板計にて地内へしみこますなれは其辺に散乱して嗅気甚し百姓下屎は取りに来れとも小便は取りに来らすそれゆへ（仮名づかいは　ゑ　とあるべきところ。原文のまま）自然と垂れ流し也故に男子は往来の透を見て格子先あるひは裏口とおほしき所なとへする事也それも（鳥居を書きたり）此所へ小便無用の張札有つてはつみし折は甚だ迷惑する事也」とある。また、「大坂にても適々往来の小便桶へ婦人の小便する事老婆幼稚の者は人目も恥ねと若き女の小便するふりは余り見るへき姿にあらす江戸は下女に至る迄も小便たこなけれはよん所なくかはしらねと皆厠へ行くゆへ（仮名づかいは　ゑ　とあるべきところ。原文のまま）足だけは東都の女の方勝公事也」という。
豪商越後屋の江戸店では、「客便所」・「惣客便所」・「台所便所」と3つに別けていた。
また、琉球王国などにおいては中国と同じ方式の便所の穴の下でウワー（ブタ）を飼い、餌として直接供給する豚便所も存在した。
1871年、横浜市は初めて板囲いの共同便所を設置し、1872年に83か所となった。1904年、大阪千日前に公設有料便所を2か所設置（使用料1銭）。
大正時代から昭和にかけて、トイレ後の手洗いがそれまでの水盆式手水（ちょうず）から、軒下につるされた陶器、ブリキ、ホーロー製等の手水を使用する形式になった。「手水」は、トイレに行くを意味する暗喩「お手水に行く」や「ご不浄」、「御手洗」等の現代にも使用される言葉として残っている。
農業へのし尿の利用は、日本を占領した連合国軍のアメリカ軍兵士により持ち込まれたサラダ等野菜の生食の習慣のため、回虫など寄生虫感染防止という衛生上の理由が生じた事や、化学肥料など他の肥料の普及などから利用価値が低下し、高度経済成長期には取引は行われなくなった。そのため、汲み取ったし尿は周辺の海域に投棄されることが多かったが、国際条約によってし尿の海洋投棄が禁止されることになり、下水道の整備や浄化槽の設置に対する補助金制度の拡充などの施策が進められている。
下水道に関しては、最古の下水が弥生時代より建造されており、これらは便所の排水の役割を果たしていたものと考えられている。安土桃山時代には豊臣秀吉によって太閤下水と呼ばれる設備が大坂城周辺の城下町に整備され、現在でも使用されている。1884年に江戸（現在の東京都）の神田では煉瓦や陶器を使用した設備が造られたが、1923年の関東大震災で壊滅的な被害を受けた。その後全国で下水道の整備が進められるようになり、2000年の地点では日本の人口の約60%に普及している。まだ普及していない地域においては浄化槽の設置に補助金を出しているところもある。
2010年代、日本国外からの旅行者に温水洗浄便座が人気となっている。2020年夏の東京オリンピック期間中には東京への来訪者が急増し、混雑エリアでは仮設トイレで対応する可能性も指摘される。2015年5月25日、内閣府の有識者会議「暮らしの質」向上検討会は、高機能トイレの世界普及を目指す提言「ジャパン・トイレ・チャレンジ」をまとめた。

## 呼称
日本においては古くは「はばかり」や「雪隠（せっちん）」「厠（かわや）」「手水（ちょうず）」などと呼ばれていた。昭和以降は「お手洗い」「化粧室」と言い替えたり、外国語（あるいは和製英語）を流用し「トイレ」「W.C」「ラバトリー」などと表記するようになった。また今日では公衆便所において男女を示すピクトグラムのみで表すことが多い。
古代の近畿圏においては、便器を「大壷」と呼んでおり、『源氏物語』内において、近江の君という女性が、「大壷掃除でも水汲みでもする」という場面がある。これは寝殿造には原則として便所が設けられず、便器としての大壷や箱が用いられたことによる。このことから、「箱す」という言葉は、大便をするという意味である。
雪隠という言葉は、本来、禅寺のトイレを指した言葉である。茶室のトイレにおいてもそう呼ばれるが、語源に関しては諸説あり、禅寺の西側のトイレである「西浄（せいちん）」が訛ったとする説や雪隠寺の禅師の名が「雪ちょう」と言い、便所の掃除を司っていた故事に由来するともされ（後述書 p. 276）、昭和初期までは老人もトイレを雪隠と呼んでいた。ことわざとして、「雪隠で饅頭」（人に見つからないよう、1人で得をする喩え）、「雪隠の錠前」（咳払いの意。便所で咳払いをすると、誰だか分かるため、錠前がわりになるということ）などがある。
今日でも様々な形で呼ばれているが、そのなかでも「トイレ」が広く使われている。トイレという単語は英語のトイレット (toilet) の略であり、「化粧室」といった意味合いを持っている。現在日本語で使用される「化粧室」といった呼称もここからきてるとされる。

## 便器の種類
JIS A 5207 （衛生器具-便器・洗面器類）として規格化されている。かつては、主に「和式（和風）」と「洋式（洋風）」に分けられていた。2010年代以降は「和式」の施工例はほとんどなくなり、JIS規格ではJIS A 5207:2011まで「和風」が存在したが、JIS A 5207:2014より廃止された。
2010年代に和風と洋風の区別が廃止されたJIS A 5207とは逆に、JIS Z 8210（案内用図記号）では、2020年開催予定の東京オリンピックを控えて外国人に日本の便器を説明する必要性から、2019年に「JIS Z 8210:2017 追補1」として「洋風便器」「和風便器」「温水洗浄便座」のピクトグラムが追加された。

### 洋式

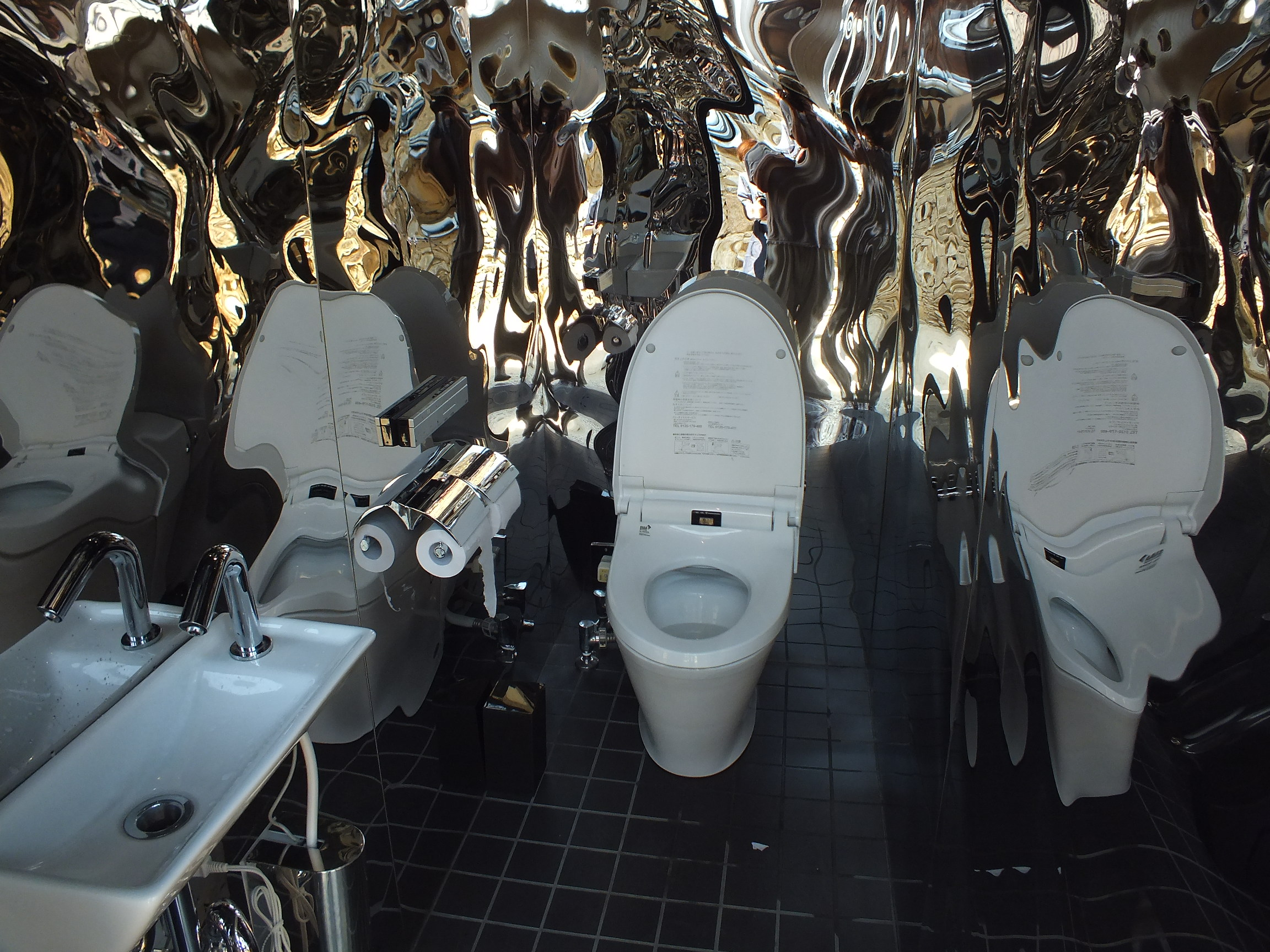
横尾忠則デザインによるトイレ（豊島横尾館）

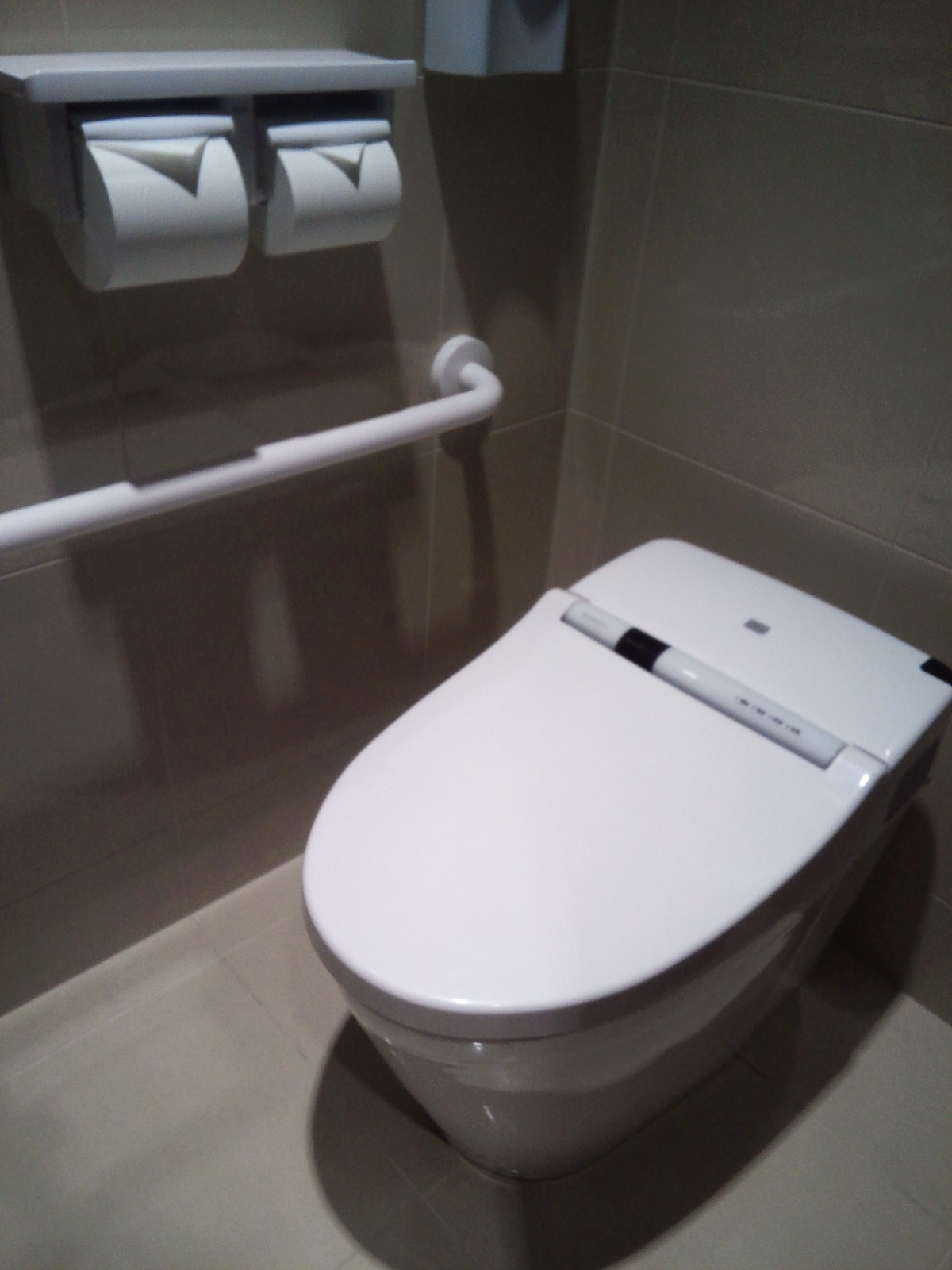
ウォシュレット一体型便器ネオレスト

洋式便器と男性用小便器は20世紀になってから日本に登場し、第二次世界大戦後、日本各地に広まった。1977年には洋式便器の販売が和式便器の販売数を超え、ビデ付の便器を東陶機器（現・TOTO）が取り入れ、拡張機能を加えた温水洗浄便座として「ウォシュレット」のブランド名で販売して以来さまざまな会社が製造するようになった。
一般家庭においては便所の大半が洋式になっており、近年では温水洗浄便座が増えている。また、和式便器に簡易的に取り外すことの出来る「簡易洋式便座・リフォームトイレ」もある。公共トイレでも、一般家庭の洋式化が進んだこと。また、高齢化への配慮のため、公共トイレでも洋式化が進んでいる。しかしながら、洋式化に費用がかかることや、洋式では便座に直接肌を密着させなければならず、不特定多数で共用される公共トイレでは抵抗感を感じる者もいるため、公共トイレでは洋式と和式を併設している場合や和式のみの所もまだ多い。そのため、公共の洋式トイレでは消毒薬やシートペーパーが設置されることもある。ただし、洋式便所の便座が現実的な衛生上の問題を引き起こすことはない。また、便座の上にしゃがむなど無理な力を加えると破損することがある。
洋式の利点は、
①便座に腰掛けて排便するので、身体に肉体的な負担がかかりにくく、子どもや高齢者、障害者が使いやすい
②衛生的で汚れにくく清掃も容易
③暖房便座や温水洗浄便座の設置が可能であり、快適な排便が出来る
④汚物が溜水面に直接落ちるため悪臭が発生しにくい
後述する和式だと、高齢者などが力み過ぎて脳出血などの病気になり命を落とすことが少なくない。そのため、体が弱い方や高齢者には洋式の使用が推奨される。他には洋式は痔に優しいという意見もある。加えて、便器の内側で詰まりが発生して簡単に取れなくなっても給水管と床面に取り付けられているネジをはずすことで便器そのものを取り外せるため、便器を交換するほどの作業になることは稀であるというメンテナンス面の優位性もあがっている。

### 和式

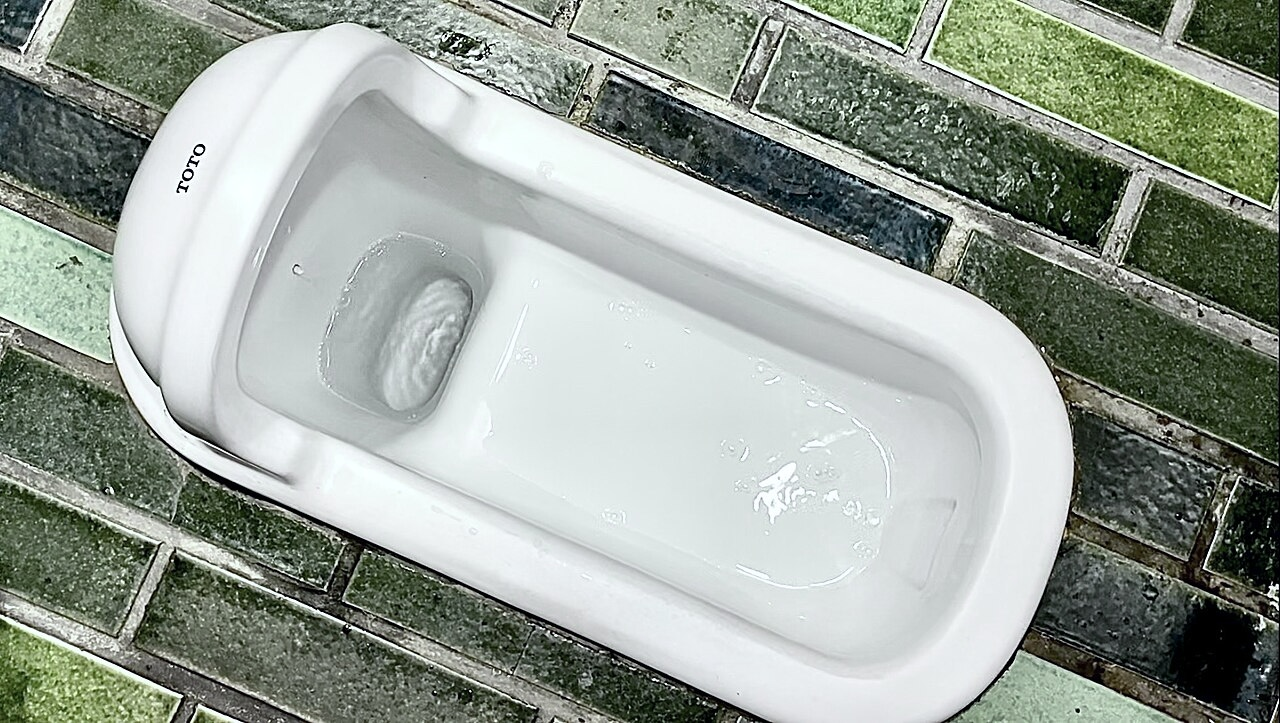
和式水洗便器

和式の便器（「和風便器」とも呼称）は日本に古くから存在する。特に陶器で作られるようになったことから巨大なスリッパのような形をしていて、先端の丸みを帯びた突起部分は金隠し（きんかくし）と呼ばれる。足を便器の左右にそれぞれ平行に置き、便座がないためそのまましゃがんだ姿勢で用を足す。古いものは穴の開いた汲み取り式のものが一般的であり、定期的にバキュームカーに汲み取ってもらう必要があったが、水洗式が登場してから汲み取り式は減少した。
汲み取り式の場合、汚物が下の便槽に筒抜けになっており、貯蔵された汚物の臭いで便所がくさくなるため、便器に蓋をしたり排気口を作ってファンによって屋外へ送風するなどの対策が取られる場合がある。また古くから怪談話にも用いられ、便器の穴から手が出てきたり穴の中に人がいたりといった話などがよく知られる。
和式便器は平面床に埋め込んで施工される一般の和式便器と和式便器を一段（20cm～30cmほど）高くした床に設置し、便器後部を段違い部に張り出させて男子小用を兼ねる両用便器（兼用便器、段差式とも呼ばれる）が存在し、後者は小便器の設置空間が取り難い日本の住宅環境もあり、一般住居で広く採用された。
洋式と比べた場合の和式の利点としては
- 清掃員による清掃が容易（便器を床に面一施工した場合、床洗いした清掃時の汚れた水を直接便器に流し込める）
- 糞が1次的に溜まる槽を浅く作ってあるので、排便時に水が跳ねにくい
- 1回ごとの洗浄水の必要量が少ない（ただし、最近では和式よりも少ない水量で洗浄できる節水型洋式便器が主流となった）
- 便座への接触がない
- 便器そのものの価格と設置費用が安いことがある
- 排泄時に長時間しゃがむことで下半身への肉体的負担を受けるため、利用者の占有する時間が短くなる
- 尿や便（特に便）の状態を目視確認しやすい。

といった点がある。しゃがみこむ姿勢は骨盤底筋群の発達を促し、特に高齢女性にとっては尿漏れを予防できるとする意見がある、背筋を直立させる姿勢のため直腸からの便の排出がしやすい、痔瘻・痔核にも優しい、とする意見もある。
和式の欠点としては
- 2008年の時点で日本の住宅トイレは約9割が洋式であるため[18]、子どもが使いにくい。特に男子は、学校が和式だと「使い方がわからない」等で利用を控えてしまう[19]、「馴れないまま使用することになり便器周りおよび、下着やボトムスを汚してしまう」などの問題が起こることがある。こうした理由や国土強靱化（防災）の観点から洋式化が進んでおり、文部科学省の調査では2016年（平成28年）度の公立小中学校の洋式化率は43%であったが、2023年（令和5年）度には68%に向上している[20]。
- しゃがみこむ姿勢は身体障害者や高齢者がその姿勢を保つのには肉体的に大きな負担がかかるか出来ない。
- 生理用品の交換がしにくい。
- 排泄で便器や便器の周囲が汚れやすくなるため、細菌の数が洋式より多くなり、見た目でも不衛生な印象を与える。加えて、和式便器は、サイズが小さい（洋式で主流となっているエロンゲートサイズはほとんどない）ため、体格の良い者が排便時に便を後ろへとはみ出してしまうことも想定される。メンテナンス面でも完全に便器を埋め込んでしまうため、詰まりが発生してその障害が除去できない場合、便器を取り壊して撤去しなければならず、その間便所は使用不可能となり多額の費用もかかる。
- 洗浄時に水跳ねが発生しやすい。温水洗浄便座が設置できない[21]。
- 糞が1次的に溜まる槽を浅く作ってあるために悪臭が強いことがある

### 小便器（男性用）

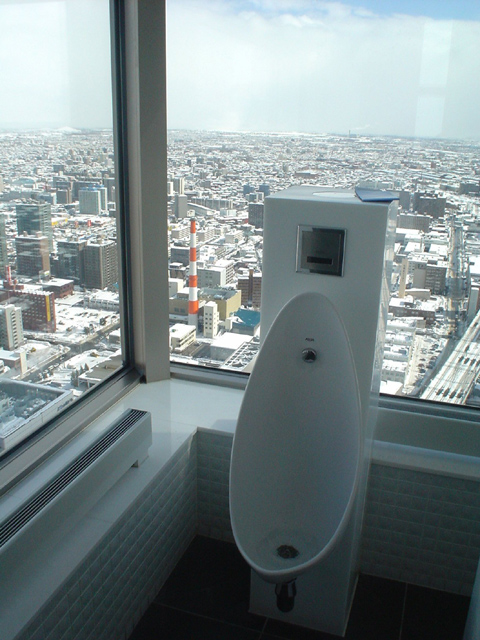
JRタワー（札幌市）の38階展望トイレにある小便器
ミラーグラスになっていて外からは見えない

小便器が設置されている部分は仕切りで区切っていない場合が多く、同じ広さの空間でも設置台数を多くすることができる。
- 床置型（ストール）型小便器- 縦長の床置型小便器で大型、中型、小型に分類される、公衆便所に並んで設置される場合、ささやかな仕切り板が付けられることがある。　以前の水洗便所用の製品ではトラップがなく、別に地中に埋め込まれた鉛管のトラップと組み合わせて設置される方式であったが、現在の製品は大方が施工が容易な便器作り付けのトラップであり、尿石付着時の清掃を容易にするためにトラップが脱着式になった製品がほとんどである。　また、トラップがない製品は汲み取り便所で使用される場合もある。
- 壁掛け型小便器 - 戦前からあり、俗に朝顔と呼ばれる楕円形の普及品であったが、最近は、大型、中型の様々な形状の製品が存在する。成人男性の股間の高さに設置されていることが多く、このタイプは子供には使いにくい。このため、低めの高さに設置されたり、踏み台を設けたり、床置型（ストール）型小便器と併設されたりすることもある。
- 低リップ型小便器-壁掛け型と床置（ストール）型の折衷型の小便器で壁掛け型ながら床置（ストール）型同様の縦長の小便器で子どもから大人まで楽に使える形状で床清掃も容易で最近新設される小便器の主力になっている小便器。、
- 筒型小便器 - 竹筒のような形状の便器で、和風の飲食店のトイレで使われることが多く、はね返りと臭気防止のため氷を投入してある（尿素のアンモニアへの酸化分解による臭気発生を低温にすることで防ぐ）場合もある。
- 省スペース型小便器 - 一般住宅でも取り付けが可能な細身のデザインとなっている。TOTOでは「スリムU」の愛称がある。（ただし、2005年6月に生産終了した。現在では発売されていない）
- 女性用小便器（サニスタンド）- アメリカで1930年代に当時は高級品のナイロンストッキングが普及した際、腰掛式では座った際に伝線などの恐れがあったが、中腰ならそれが防げるとして発売された女性の立ち小便用の便器。日本では1951年に東洋陶器（現：TOTO）が製造・販売を開始したが、まだ和服が多く、女性が座らず小用をするとは奇妙な製品だと一般に受け取られ、その結果普及せず、1971年に製造中止となった。なお、1964年東京オリンピックの際には、女子選手用として国立霞ヶ丘競技場陸上競技場内に設置された[22]。
- 幼児用小便器 - ストール型小便器を幼児（男児）が使いやすいようにサイズを小さくしたもの（通常のストール型を幼児用として設置する場合もある）。幼稚園・保育所及び公共施設（近年（百貨店ではかなり前から）、母親と共に訪れた幼い男児向けに、このタイプの小便器が女子トイレや多目的トイレに設置されていることが多い）で用いられる。INAX製のものはミニチュア版ストール型小便器といった形だが、TOTO製のものは丸型の独特の形をしている。
- 壁式小便器 - 公園などの公衆便所や鉄道駅の構内など小便器の場合、古い施設では混雑時に複数人同時に並んで用が足せるように、個別に便器が無く、タイルやコンクリートの壁、あるいはFRP製の壁のような便器があり、その場合人の立つ場所が一段高くなって、向かい側の溝に流す形で、水洗式の場合でも、その壁に水を流す管が付いているだけのトイレが多用されていた。しかしこのタイプは水洗式であっても、小便の跳ね返りや尿石からの悪臭、蛆などの衛生害虫が発生しやすい等、利用者から臭くて不潔な印象としてかなり不評であり、近年では個別に小便器を設置したトイレに改修された場所も多く、急速に減少している。
- スカイトイレ -　高層ビル等の工事現場などで、トイレを設置出来ないような場所に設置したり、災害時に使用する小便器タイプの簡易トイレ。上部が朝顔、下部がポリタンクになっており、溜まった小便をトイレあるいは汚水舛に流す。

女性用トイレでも母親と共に訪れた幼い男児向けに小便器が設置されているトイレもある。
かつて、小便器は便器上部にあるフラッシュバルブまたは蛇口で便器を洗浄することが多かったが、排泄後に自動的に洗浄水が流れる赤外線センサー付きの便器が増えている。

## さまざまな便所

### 公共トイレ
現在日本では公衆便所は鉄道駅、公共施設、公園、大型小売店（百貨店、スーパーマーケットなど）など様々な場所にあり、数も多いため容易に見つけることができる。日本の公衆便所の密度は国際的に見た場合非常に高く、充実していると言える。公共トイレは男性用、女性用の二つの空間が準備されていることがほとんどだが、加えて、1990年代よりバリアフリーの観点から高齢者や車椅子の人にも配慮した広い空間の便所（「多目的トイレ」 などと呼ばれる）が別に造られるようになってきている。スタジアム等では、衛生器具数などに関して、「Jリーグ クラブライセンス 交付規則」 等の基準が存在する。
公衆便所は不特定多数の人間が使用するため、様々な問題が発生することがある。公衆便所は汚れるのが非常に早いため、掃除が重要になってくる。このことから、専門の清掃業者を雇って掃除を行っている場合もあり、消耗品などと共に維持に費用が掛かる。また一部の公衆トイレ・公園トイレなどは男女別でなかったり、和式便器である、長期間掃除が行われていないために不潔であったり、落書きなどで汚されている場合があるなど様々な理由で、存在していても利用し辛い場合もある。また、男性の大便用や女性用の個室は、未成年や周辺の禁煙指定に我慢できない喫煙者による隠れた喫煙に悪用されることがしばしあったが、最近は煙探知機の設置が進んだ、喫煙率が低下したこと、未成年者の喫煙が年齢確認やたばこ自動販売機の撤去で減ったことなどもあり喫煙に悪用されることは少なくなった。しかし、個室にカメラなどを設置して盗撮や覗きを行う者(多くは男性)もいるほか、強姦が起こることもあるなど犯罪の場になることもある。
小規模店舗(施設)のトイレ

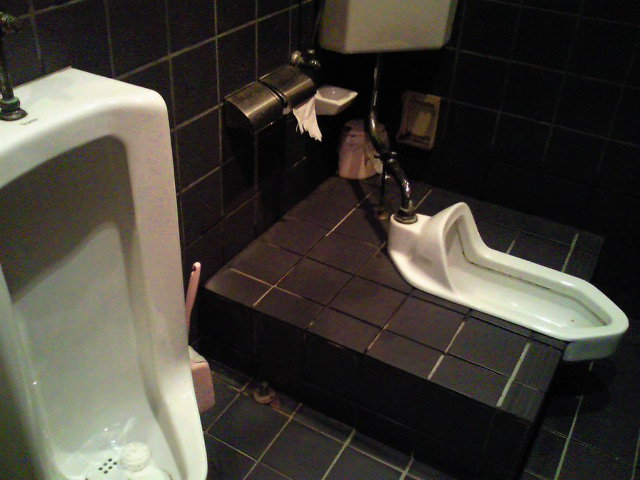
一個室に小便器と和式大便器が併設された男女共用トイレ

個人商店等の小規模店舗の便所では床面積の制約からやむを得ずトイレをひとつだけ男女共用のものとして供している場合もある。

### 多機能トイレ

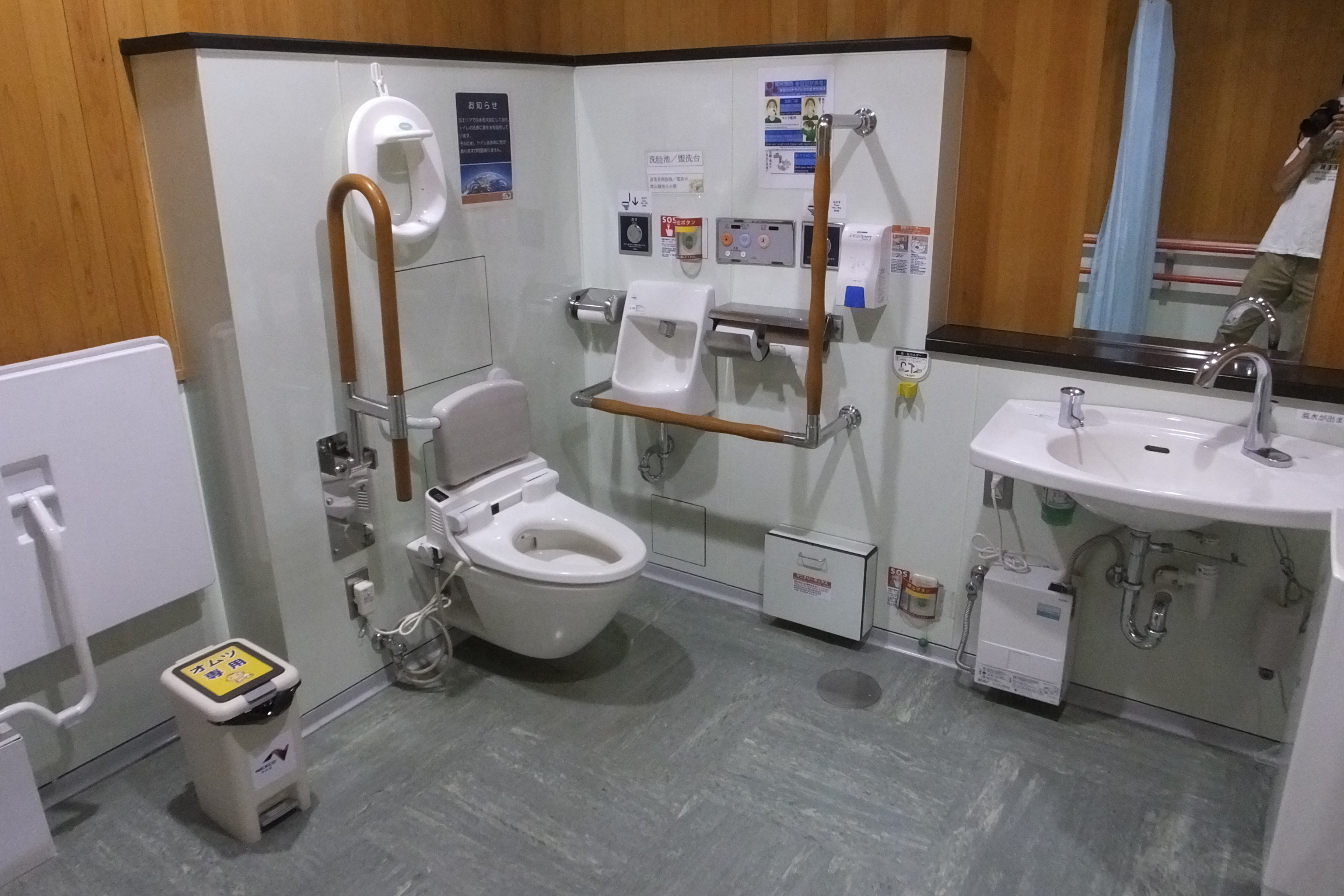
高速道路サービスエリアの 障害者用トイレ

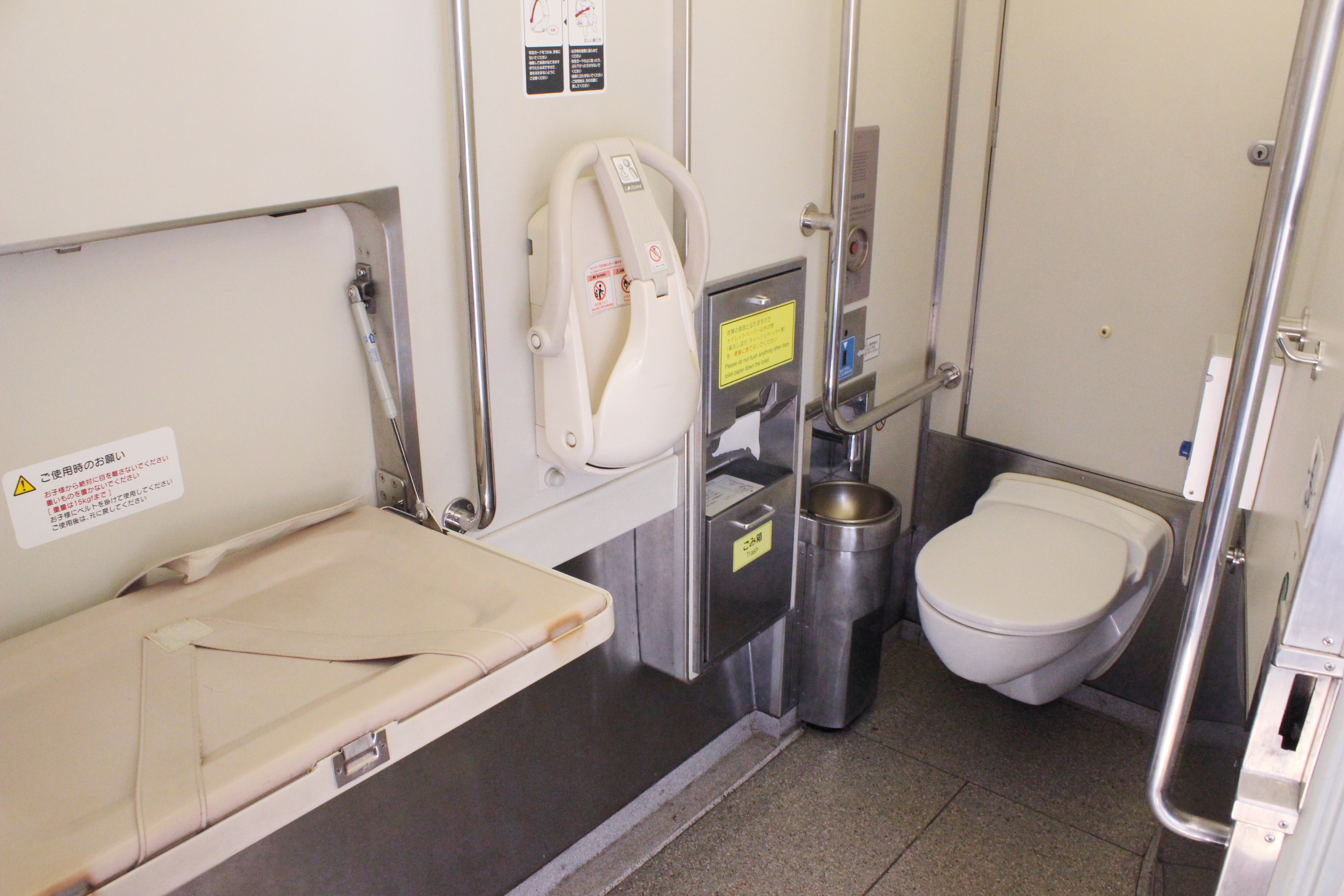
近鉄21020系電車

多目的型トイレとも呼ばれる。公共交通機関その他では、バリアフリー対策の一環として、車椅子の使用者、高齢者、障害者、乳幼児連れ等のために、ベビーカーや車椅子、介助者などもはいることの出来る十分な広さ、手すり、おむつ交換台、ベビーチェア、フィッティングボード、オストメイトのパウチ洗浄のための汚物流し、非常ボタン、聴覚障害者のための非常用フラッシュライトその他の設備がある、多機能トイレが設置されている。また、鉄道駅や鉄道車両、空港などの交通施設では、出入口のドアが押しボタン式自動ドアとなる場合もある。
2020年東京五輪・パラリンピックで東京都が新設する6競技施設会場に、6種類のバリアフリートイレが設けられる。すなわち、男女共用の広い個室の、「車いす対応」、「車いす対応で介助用ベッド付き」、および「男女共用（異性介助ができ、カーテンで仕切られた介助者の待機スペース付き）」の3種類と、男性用、女性用それぞれの、「手すり付き」、「オストメイト（人工肛門などを使う人）対応」、および「乳幼児対応（ベビーチェアやベビーベッド付き）」の3種類が設けられる 。
2021年2月、国土交通省が建築物のバリアフリー設計指針を4年ぶりに改定すると伝えられた。「多目的」「誰でも」といった名称を避け、利用対象を明確化するよう小規模店舗に望ましい基準を初めて示す。同年3月に決定する予定。

### 仮設トイレ
建設現場やイベント会場、山頂といった場所や、災害時の避難所などには電話ボックスほどの四角い小さな簡易の便所が設置されることがある。これは排泄物を溜めるタンクが下に存在していることから、汲み取り式便所とよく似た原理であったりするが、近年では水洗式のものもある。また、「携帯便所」と呼ばれる使い捨ての携帯製品も存在し、非常用として使われる。仮説トイレは洋式が少ないことが災害後の避難所の質の問題として取り上げられることも多い。

### 公立学校のトイレおよび職場のトイレ
日本トイレ協会は1996年に「学校トイレ研究会」を設立した際、設立趣旨に「学校のトイレは、ソフト・ハード面でまだ十分に改善されておらず、加えて校舎の老朽化に伴い公立学校のトイレは子どもたちから5K（汚い・くさい・暗い・怖い・壊れている）と揶揄され、学校で排便を我慢する子どもたちの健康が危惧されていました」と記した。男子トイレで個室に入ると「大便をした」とからかわれるために、学校での排便を我慢する子が多いという心理的な理由による問題も危惧されていた。寺脇研は1990年代半ばに文部省（当時）から出向して広島県教育長を務めていた時、とある県立高校を訪問したところ教職員用のトイレが男女共用であることを目の当たりにして常識外れのその状況に呆れたという。。しかし民間企業からの提案に応じること自体が、当時の学校教育行政にはタブー視されていたため、「学校トイレ研究会」からの当時の文部省に対する働きかけは、まともに相手にされなかったという。それが、学校の閉鎖性が2000年代から批判されるようになり、学校評議員、学校運営協議会が設立されるとその流れで「学校トイレ研究会」の知名度が上がり、2015年には同研究会と文部科学省とが共同の勉強会を開き、5Kの改善を目指すトイレ改修の動きが本格化していった。それでも、住宅の洋式トイレ保有率が2008年には既に約90％に達していたのに対して公立小中学校の洋式トイレの普及は捗捗しいとは言い難く、2016年は43％で、2023年9月の文部科学省の調査によると、公立小中学校の洋式トイレの保有率は68％に留まっている。
職場のトイレ 事業場においては、事業者は、次に定めるところにより便所を設けなければならない。（事務所衛生基準規則第17条、および労働安全衛生規則第628条）。
ただし、坑内等特殊な作業場でこれによることができないやむを得ない事由がある場合で、適当な数の便所又は便器を備えたときは、この限りでない。
1. 男性用と女性用に区別すること。
2. 男性用大便所の便房の数は、同時に就業する男性労働者60人以内ごとに一個以上とすること。
3. 男性用小便所の箇所数は、同時に就業する男性労働者30人以内ごとに一個以上とすること。
4. 女性用便所の便房の数は、同時に就業する女性労働者20人以内ごとに一個以上とすること。
5. 便池は、汚物が土中に浸透しない構造とすること。
6. 流出する清浄な水を十分に供給する手洗い設備を設けること。

- 事業者は、便所を清潔に保ち、汚物を適当に処理しなければならない。

## 便器のシェア
日本の便器は衛生陶器と呼ばれ、TOTO、INAX（現・LIXIL）の2社による製造（伝統的な焼き物産業）が大半を占めている。ジャニス工業、アサヒ衛陶、ネポンなどがこれに続いている。最もシェアが高いのは約50%のシェアを持つTOTOであり、約25%を持つINAXがこれに続く。
便器は重く嵩張るため、製造コストが安い中国などの発展途上国からの輸送では割に合わず、日本市場はほぼ国内メーカーで占められ、将来的にもこの傾向は変わらないとみられている。同様の理由で日本の便器が輸出はなく、需要地での海外生産が主体となっている。日本の便器メーカーは海外でも積極的に販売を行っており、最も日本のメーカーの便器が販売される国は中国であり、TOTOだけで毎年100万台以上販売される。
最近では国内で需要が少なくなった和風便器は、今でも台湾においては需要が多く生産量の大半を占める。日本の便器メーカーが、台湾の工場から日本への輸出する傾向が増加している。
近年では、温水洗浄便座の普及によりパナソニック電工(現･パナソニック)、東芝ライフスタイル、日立アプライアンス等、家電品メーカーの参入が盛んである。焼き物の製造は出来ず「便座」部分への参入に留まっていた(ただしパナソニックはOEMで陶器製便器を発売していた)。しかし最近ではパナソニックが樹脂製や有機ガラス系の便器を開発しシェアを伸ばしている。逆に便器のトップシェア2社は、エレクトロニクス制御技術や陶器以外の新素材導入では家電品メーカーに水をあけられており、温水洗浄便座では苦戦している。